# Birger Granath
Karl Birger Granath, född 19 oktober 1915 i Stockholm, död 23 juli 1992, var en svensk väg- och vattenbyggnadsingenjör. 
Granath, som var son till verkmästare Carl Granath och Signe Hedström, avlade studentexamen 1935 och utexaminerades från Kungliga Tekniska högskolan 1941. Han blev ingenjör vid Allmänna Ingenjörsbyrån AB 1942, vid avloppsbyrån på Stockholms stads gatukontor 1944, assistent till distriktsingenjör för vatten och avlopp i bland annat Stockholms län 1946, var tillförordnad distriktsingenjör för vatten och avlopp i Värmlands och Örebro län 1947–1948, blev byråingenjör vid Väg- och vattenbyggnadsstyrelsens vatten- och avloppsbyrå 1948, distriktsingenjör för vatten och avlopp i Västerbottens län (tillförordnad 1950), i Västernorrlands län 1961, länsingenjör där 1963 och naturvårdsdirektör där 1971.